# Canta in Italiano
Albums de Dalida
Le temps des fleurs
(1968) Ma mère me disait
(1969)
Canta in italiano est la première compilation de chansons interprétées en italien, par Dalida, à être éditée. Le disque sortira en France en 1969.
Il s'agit de la seconde compilation française de la chanteuse, éditée par les Disques Barclay, après De 'Bambino' A 'Il Silenzio' sortie en 1966.
Le disque est composé d'une majorité de titres enregistrés en italien, certains figurant d'abord sur les albums italiens  Piccolo Ragazzo (1967) et Dalida (1968) ou sur 45 tours, disques uniquement vendus en Italie.
Certaines chansons sont en réalité des adaptations en italien de titres déjà paru en France, ainsi Quelques larmes de pluie et Le temps des fleurs deviendront Lacrime E Pioggia et Quelli Erano Giorni.
La seul exception du disque est la chanson Zum Zum Zum qui est chantée en espagnol et qui sera publiée sur 45 tours en Espagne en 1969.

## Face A
1. Aranjuez La Tua Voce
2. Un Po' D'amore (Nights in White Satin)
3. Dan Dan Dan
4. La Speranza E' Una Stanza
5. Sola Più Que Mai (Strangers in the Night (chanson))
6. Zum Zum Zum (Espagnol)

## Face B
1. Casatchok (Petruschka)
2. La Promesse D'amore
3. Lacrime E Pioggia (Quelques Larmes de Pluie, Rain & Tears)
4. L'ultimo Valzer (La Dernière Valse (chanson))
5. Amare Per Vivere
6. Quelli Erano Giorni (Le Temps des Fleurs, Those Were the Days)

## Singles

### Italie
- Aranjuez La Tua Voce / L'ultimo Valzer (1967)
- Dan Dan Dan / Amare Per Vivere (1968)
- Un Po' D'amore / L'aquilone (1968)
- Quelli Erano Giorni / Lacrime E Pioggia (1968)
- Le Promesse D'amore / La Speranza E' Una Stanza (1969)

### Espagne
- Zum Zum Zum / El Aniversario (1969)